# Jaipur (distrikt)
Jaipur är ett distrikt i den indiska delstaten Rajasthan. Den administrativa huvudorten är staden Jaipur, som även är delstatens huvudstad. Distriktets befolkningen uppgick till 5 251 071 invånare vid folkräkningen 2001, på en yta av 11 143 km².

## Administrativ indelning
Distriktet är indelat i tretton tehsil, en kommunliknande administrativ enhet:
- Amber
- Bassi
- Chaksu
- Chomu
- Dudu
- Jaipur
- Jamwa Ramgarh
- Kotputli
- Phagi
- Phulera
- Sanganer
- Shahpura
- Viratnagar

## Urbanisering
Distriktets urbaniseringsgrad uppgick till 49,36 % vid folkräkningen 2001. Den största staden är huvudorten Jaipur. Ytterligare tio samhällen har urban status:
- Bagru, Chaksu, Chomu, Jobner, Kishangarh Renwal, Kotputli, Phulera, Sambhar, Shahpura, Viratnagar